# Panthers de Louisville
Les Panthers de Louisville sont une franchise professionnelle de hockey sur glace de la Ligue américaine de hockey qui a existé de 1999 à 2001.

## Histoire
Les Panthers ont été créés en 1999 en tant que club-école des Panthers de la Floride de la Ligue nationale de hockey. Domiciliés aux États-Unis à Louisville dans l'État du Kentucky, ils évoluèrent deux saisons en LAH, entraînés par Joe Paterson. En 2001, la franchise fut mise en sommeil jusqu'en 2005 où elle devint les Stars de l'Iowa.

## Statistiques
| Saison  | PJ | V  | D  | N | DP | Pts | BP  | BC  | Classement Final         | Séries éliminatoires  |
| ------- | -- | -- | -- | - | -- | --- | --- | --- | ------------------------ | --------------------- |
| 1999-00 | 80 | 42 | 30 | 7 | 1  | 92  | 278 | 254 | 4e division Mid-Atlantic | Éliminés en 1re ronde |
| 2000-01 | 80 | 21 | 51 | 5 | 3  | 50  | 200 | 285 | 4e division South        | Non qualifiés         |